# Furuholm (vid Lappdal, Kimitoön)
Furuholm är en ö i Finland. Den ligger i Skärgårdshavet och i kommunen Kimitoön i den ekonomiska regionen  Åboland i landskapet Egentliga Finland, i den sydvästra delen av landet. Ön ligger omkring 35 kilometer sydöst om Åbo och omkring 120 kilometer väster om Helsingfors.
Öns area är 7,3 hektar och dess största längd är 400 meter i sydöst-nordvästlig riktning. I omgivningarna runt Furuholm växer i huvudsak barrskog.